# 吳清輝
吳清輝，GBS（1939年11月20日—），大學教授，香港浸會大學榮休校長及前北京師範大學-香港浸會大學聯合國際學院校長，曾任香港浸會大學理學院院長。此外，他曾任香港立法會議員，曾任中華人民共和國全國人民代表大會香港區代表，並獲香港特區政府頒受金紫荊星章。他的籍貫是上海，已婚，育有一女。他是新論壇的成員之一。

## 生平
- 1939年11月20日，在上海出生
- 1959年，畢業於香港培英中學
- 1963年，於澳洲墨爾本大學取得化學學士學位
- 1969年，於加拿大卑斯大學取得化學哲學博士學位，轉赴美國加州大學進行研究工作
- 1985年，加入香港浸會學院（香港浸會大學前身），擔任化學系系主任
- 1989年，升任為香港浸會學院理學院院長
- 1993年，獲聘任為港事顧問
- 1994年，增補為為香港特別行政區籌備委員會預備工作委員會委員
- 1996年，委任為香港特別行政區籌備委員會委員、香港特別行政區第一屆政府推選委員會委員
- 1997年，獲選為香港臨時立法會議員
- 1998年，成為中華人民共和國全國人民代表大會香港區代表
- 1998年7月1日，獲選為立法會的選舉委員會界別議員
- 2001年7月1日，接替謝志偉博士出任香港浸會大學校長，同時辭去立法會議員
- 2005年，獲香港特區政府頒授金紫荊星章（GBS）
- 2008年5月2日，擔任2008年夏季奧林匹克運動會香港區火炬接力火炬手。
- 2010年6月30日，正式離任香港浸會大學校長。